# Fenton (Misuri)
Fenton es una ciudad ubicada en el condado de San Luis, Misuri, Estados Unidos. Tiene una población estimada, a mediados de 2022, de 4062 habitantes.

## Geografía
La localidad está ubicada en las coordenadas 38°31′43″N 90°27′2″O / 38.52861, -90.45056. Según la Oficina del Censo de los Estados Unidos, tiene una superficie total de 17.07 km², de la cual 16.24 km² corresponden a tierra firme y 0.83 km² están cubiertos de agua.

## Demografía
Según el censo de 2020, en ese momento había 3989 personas residiendo en la localidad. La densidad de población era de 245.63 hab./km². El 91.38% de los habitantes eran blancos, el 0.60% eran afroamericanos, el 2.36% eran asiáticos, el 0.03% era isleño del Pacífico, el 0.43% eran de otras razas y el 5.21% eran de una mezcla de razas. Del total de la población, el 2.56% eran hispanos o latinos de cualquier raza.